# Sablières
Sablières est une commune française située dans le département de l'Ardèche, en région Auvergne-Rhône-Alpes.
Ses habitants sont appelés les Sablièrois.

## Géographie

### Situation et description
Sablières est un petit village à l'aspect essentiellement rural du sud du département de l'Ardèche et rattaché à la communauté de communes du Pays Beaume-Drobie.

### Communes limitrophes
Sablières est limitrophe de huit communes, toutes situées dans le département de l'Ardèche :

### Climat
Pour des articles plus généraux, voir Climat d'Auvergne-Rhône-Alpes et Climat de l'Ardèche.
En 2010, le climat de la commune est de type climat méditerranéen franc, selon une étude du CNRS s'appuyant sur une série de données couvrant la période 1971-2000. En 2020, Météo-France publie une typologie des climats de la France métropolitaine dans laquelle la commune est exposée à un climat de montagne ou de marges de montagne et est dans la région climatique Sud-est du Massif Central, caractérisée par une pluviométrie annuelle de 1 000 à 1 500 mm, minimale en été, maximale en automne.
Pour la période 1971-2000, la température annuelle moyenne est de 11,6 °C, avec une amplitude thermique annuelle de 16,9 °C. Le cumul annuel moyen de précipitations est de 1 929 mm, avec 9,2 jours de précipitations en janvier et 4,9 jours en juillet. Pour la période 1991-2020, la température moyenne annuelle observée sur la station météorologique installée sur la commune est de 13,9 °C et le cumul annuel moyen de précipitations est de 1 787,2 mm,. Pour l'avenir, les paramètres climatiques de la commune estimés pour 2050 selon différents scénarios d'émission de gaz à effet de serre sont consultables sur un site dédié publié par Météo-France en novembre 2022.
| Mois                                  | jan.          | fév.          | mars            | avril         | mai            | juin           | jui.           | août          | sep.           | oct.          | nov.            | déc.          | année     |
| ------------------------------------- | ------------- | ------------- | --------------- | ------------- | -------------- | -------------- | -------------- | ------------- | -------------- | ------------- | --------------- | ------------- | --------- |
| Température minimale moyenne (°C)     | 2,1           | 2,1           | 4,6             | 7             | 10,3           | 13,9           | 16,3           | 16,3          | 12,9           | 9,7           | 5,5             | 2,8           | 8,6       |
| Température moyenne (°C)              | 6,1           | 7             | 10,2            | 12,6          | 16             | 20             | 22,9           | 22,8          | 18,6           | 14,1          | 9,5             | 6,6           | 13,9      |
| Température maximale moyenne (°C)     | 10,2          | 12            | 15,8            | 18,1          | 21,7           | 26             | 29,5           | 29,4          | 24,2           | 18,6          | 13,5            | 10,5          | 19,1      |
| Record de froid (°C) date du record   | −8,1 12.01.03 | −9,9 27.02.18 | −9,5 01.03.05   | −1 07.04.08   | 1,6 15.05.1995 | 6,3 21.06.1992 | 7,8 12.07.1993 | 8,3 27.08.11  | 5,1 29.09.1993 | −0,9 26.10.03 | −4,8 21.11.1993 | −8,8 14.12.01 | −9,9 2018 |
| Record de chaleur (°C) date du record | 23,8 10.01.15 | 24,9 27.02.19 | 29,2 24.03.1994 | 30,6 14.04.15 | 33,2 25.05.17  | 41,4 28.06.19  | 38,7 21.07.15  | 41,7 12.08.03 | 36,2 02.09.16  | 32 12.10.11   | 25,1 15.11.15   | 20,7 30.12.21 | 41,7 2003 |
| Précipitations (mm)                   | 158           | 101,8         | 90,9            | 150,3         | 130,6          | 85,7           | 54,8           | 75,4          | 178,6          | 268,5         | 309,3           | 183,3         | 1 787,2   |

### Hydrographie
Le territoire de la commune est traversé par la Drobie.

### Voies de communication
Le territoire de la commune est traversé par la route départementale 220 (RD220).

### Lieux-dits, hameaux et écarts
- Le chaumeil
- Le morin
- Serrecourte
- Le travers
- Largeron
- Le grimaldès
- Le mas
- Le bizal
- Le chambon
- Montségur
- Orcières
- Le Vialaret
- Ruines du Château du Pont de Ligonès
- Le Plot

## Urbanisme

### Typologie
Au 1er janvier 2024, Sablières est catégorisée commune rurale à habitat très dispersé, selon la nouvelle grille communale de densité à 7 niveaux définie par l'Insee en 2022.
Elle est située hors unité urbaine et hors attraction des villes,.

### Occupation des sols
L'occupation des sols de la commune, telle qu'elle ressort de la base de données européenne d’occupation biophysique des sols Corine Land Cover (CLC), est marquée par l'importance des forêts et milieux semi-naturels (99,2 % en 2018), une proportion identique à celle de 1990 (99,2 %). La répartition détaillée en 2018 est la suivante :
forêts (66,2 %), milieux à végétation arbustive et/ou herbacée (32,9 %), prairies (0,8 %).
L'évolution de l’occupation des sols de la commune et de ses infrastructures peut être observée sur les différentes représentations cartographiques du territoire : la carte de Cassini (XVIIIe siècle), la carte d'état-major (1820-1866) et les cartes ou photos aériennes de l'IGN pour la période actuelle (1950 à aujourd'hui).

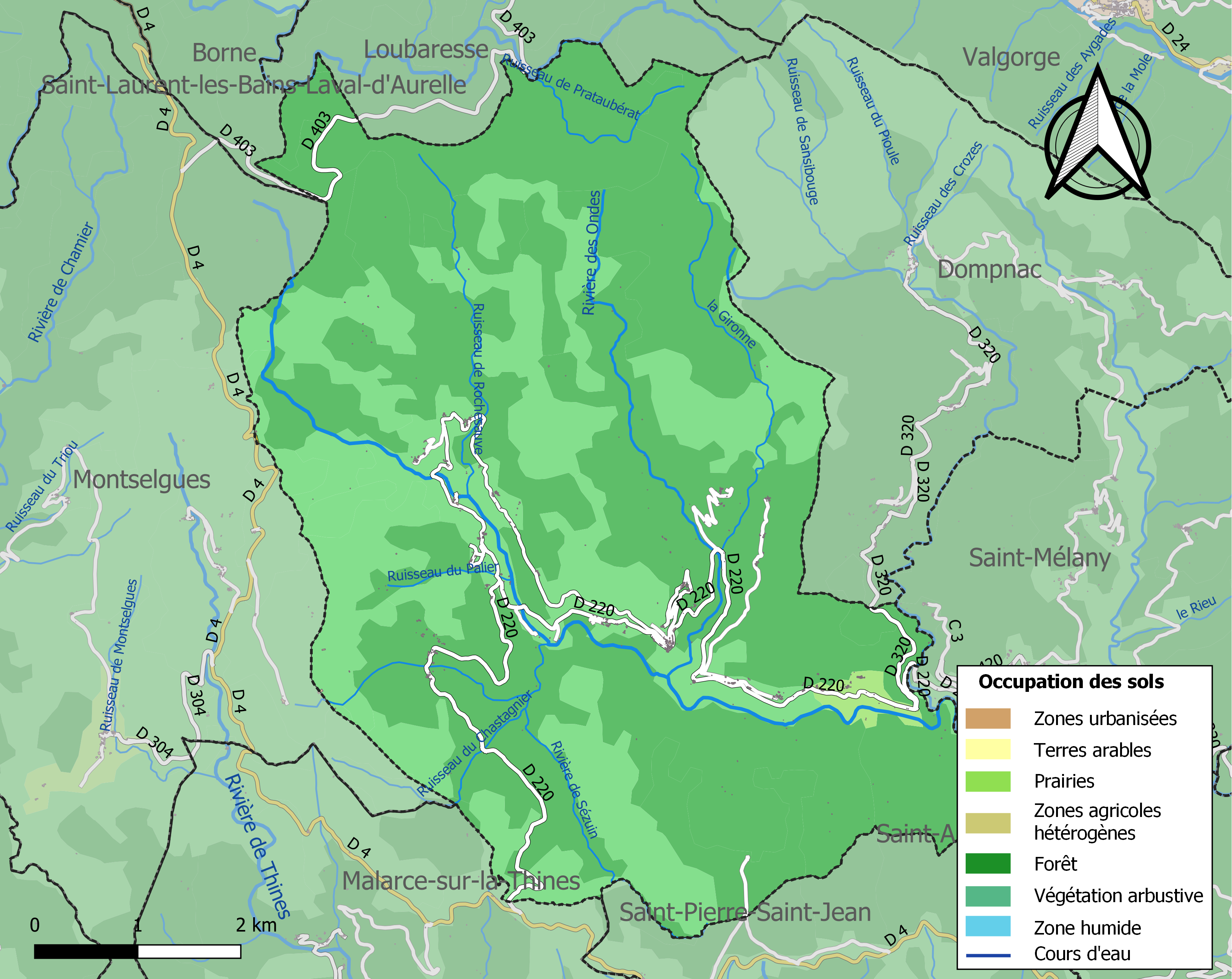
Carte des infrastructures et de l'occupation des sols de la commune en 2018 (CLC).

## Histoire
En 1731 Sablières est plus peuplée que Joyeuse et autant que Les Assions.
La commune lève des volontaires en 1792. Ceux-ci sont envoyés à Joyeuse.

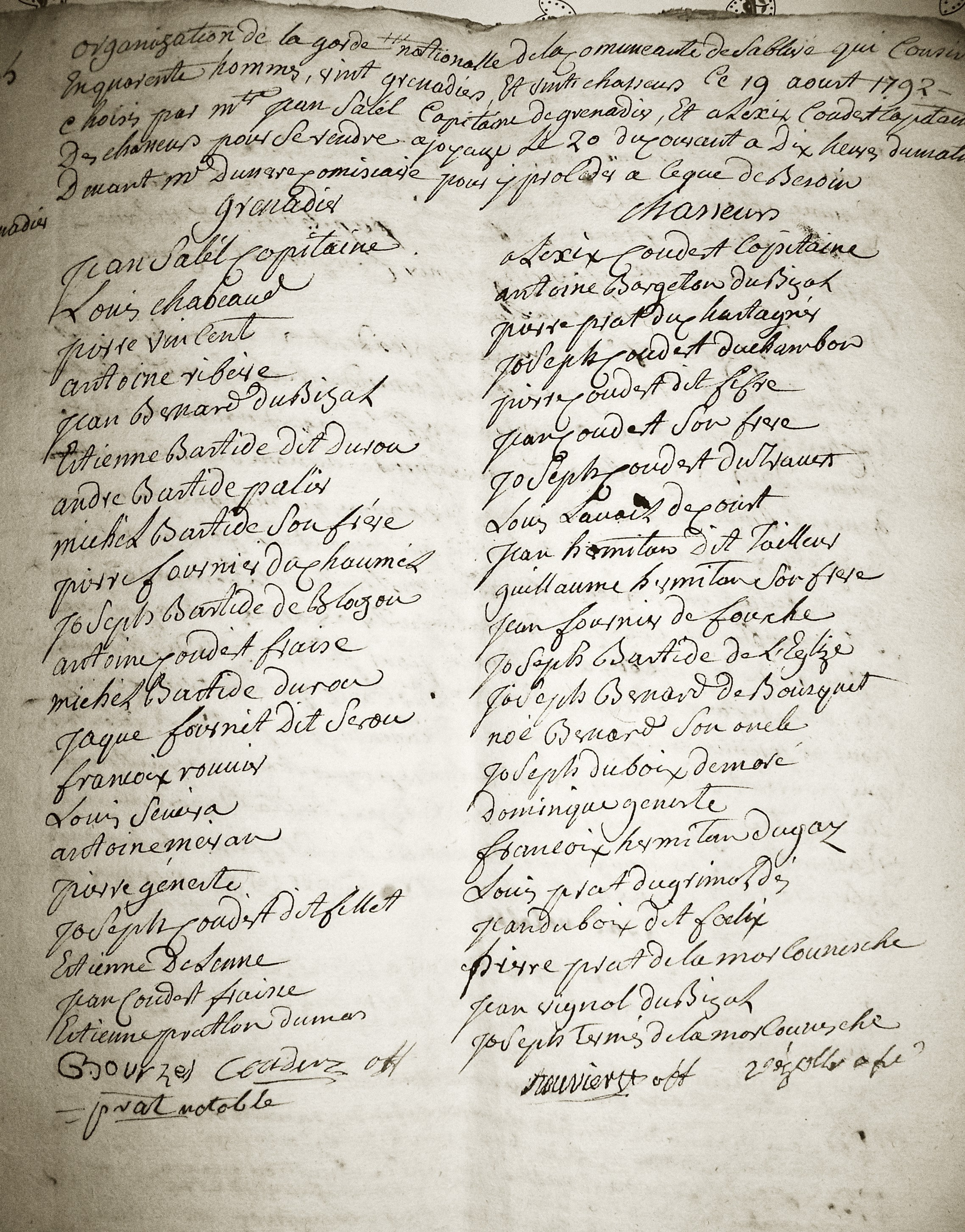
Liste de volontaires nationaux de la ville de Sablières - 07 - en 1792.
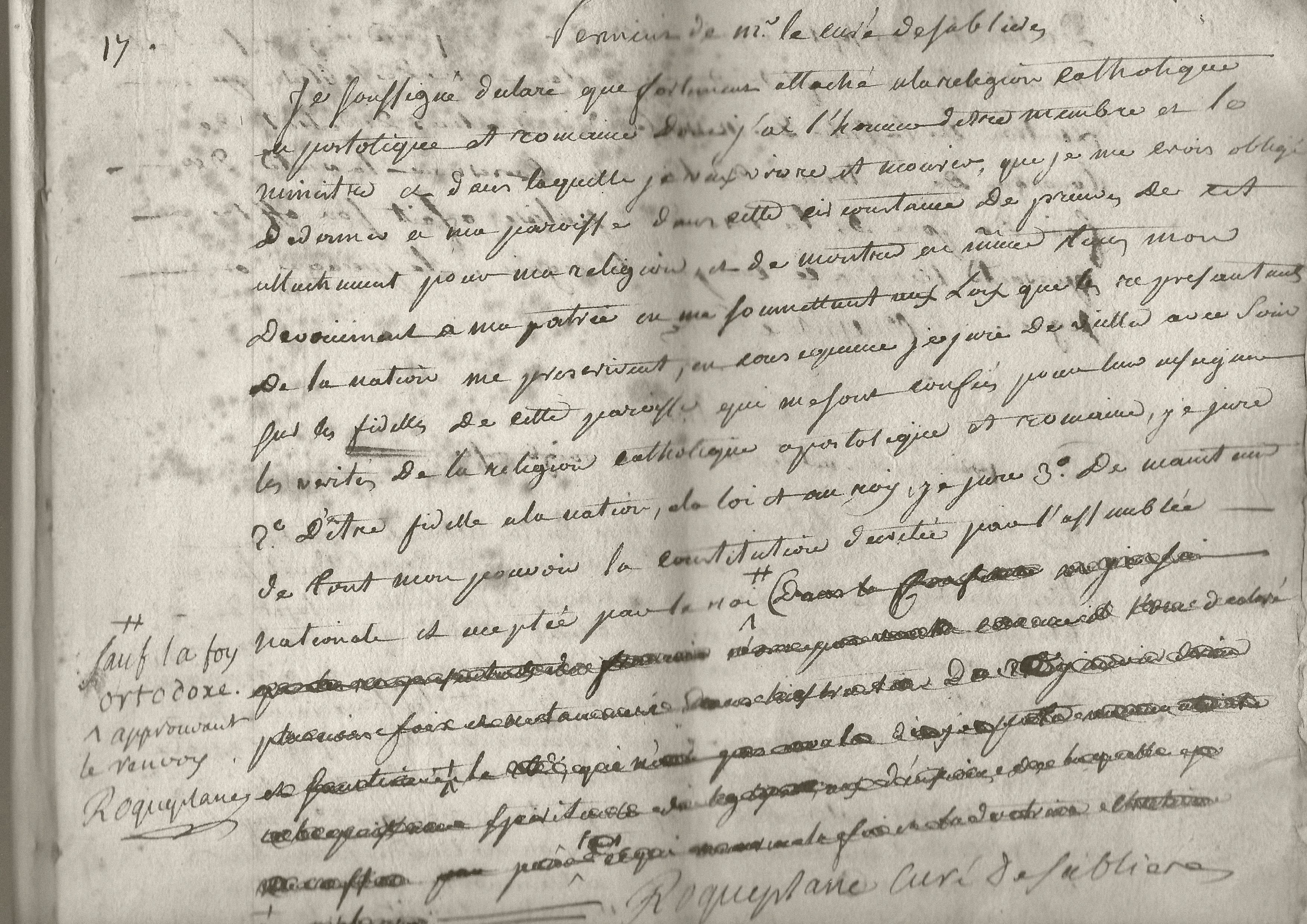
Serment du Curé de Sablières, Jean-Baptiste Roqueplane

La révolution de 1848 est bien accueillie à Sablières, les habitants en profitent pour contester leur maire et demander sa révocation.

## Politique et administration

### Liste des maires
| Période                                  | Période                   | Identité          | Étiquette | Qualité              |
| ---------------------------------------- | ------------------------- | ----------------- | --------- | -------------------- |
| Les données manquantes sont à compléter. |                           |                   |           |                      |
| 1791                                     | Octobre 1792              | André Delenne     |           |                      |
| An II                                    |                           | Antoine Prat      |           |                      |
| mars 2001                                | En cours (au 6 août 2020) | Michel Talagrand, | DVD       | Agriculteur retraité |

## Population et société

### Démographie
L'évolution du nombre d'habitants est connue à travers les recensements de la population effectués dans la commune depuis 1793. Pour les communes de moins de 10 000 habitants, une enquête de recensement portant sur toute la population est réalisée tous les cinq ans, les populations de référence des années intermédiaires étant quant à elles estimées par interpolation ou extrapolation. Pour la commune, le premier recensement exhaustif entrant dans le cadre du nouveau dispositif a été réalisé en 2006.

En 2022, la commune comptait 166 habitants, en évolution de +3,75 % par rapport à 2016 (Ardèche : +2,48 %, France hors Mayotte : +2,11 %).
| 1793  | 1800  | 1806  | 1821  | 1831  | 1836 | 1841 | 1846 | 1851 |
| ----- | ----- | ----- | ----- | ----- | ---- | ---- | ---- | ---- |
| 1 070 | 1 238 | 1 312 | 1 362 | 1 585 | 941  | 880  | 910  | 952  |

| 1856  | 1861  | 1866 | 1872  | 1876  | 1881  | 1886  | 1891  | 1896 |
| ----- | ----- | ---- | ----- | ----- | ----- | ----- | ----- | ---- |
| 1 006 | 1 011 | 952  | 1 145 | 1 140 | 1 138 | 1 089 | 1 048 | 945  |

| 1901 | 1906 | 1911 | 1921 | 1926 | 1931 | 1936 | 1946 | 1954 |
| ---- | ---- | ---- | ---- | ---- | ---- | ---- | ---- | ---- |
| 869  | 833  | 740  | 632  | 527  | 541  | 458  | 376  | 295  |

| 1962 | 1968 | 1975 | 1982 | 1990 | 1999 | 2006 | 2011 | 2016 |
| ---- | ---- | ---- | ---- | ---- | ---- | ---- | ---- | ---- |
| 240  | 200  | 142  | 130  | 149  | 101  | 138  | 141  | 160  |

| 2021 | 2022 | - | - | - | - | - | - | - |
| ---- | ---- | - | - | - | - | - | - | - |
| 170  | 166  | - | - | - | - | - | - | - |

### Enseignement
La commune est rattachée à l'académie de Grenoble.

### Médias
La commune de Sablières est située dans la zone de distribution de deux organes locaux de la presse écrite :
- L'Hebdo de l'Ardèche

Il s'agit d'un journal hebdomadaire français basé à Valence et couvrant l'actualité de tout le département de l'Ardèche.
- Le Dauphiné libéré

Il s'agit d'un journal quotidien de la presse écrite française régionale distribué dans la plupart des départements de l'ancienne région Rhône-Alpes, notamment l'Ardèche. La commune est située dans la zone d'édition de Privas-Vallée du Rhône.
Ici Drôme Ardèche est la radio publique locale couvrant le territoire de la commune et de l’ensemble du département.

### Cultes
L'église (propriété de la commune) et la communauté catholique de Sablières sont rattachées à la paroisse Saints Pierre et Paul de Païolive, elle-même rattachée au diocèse de Viviers.

## Culture locale et patrimoine

### Lieux et monuments

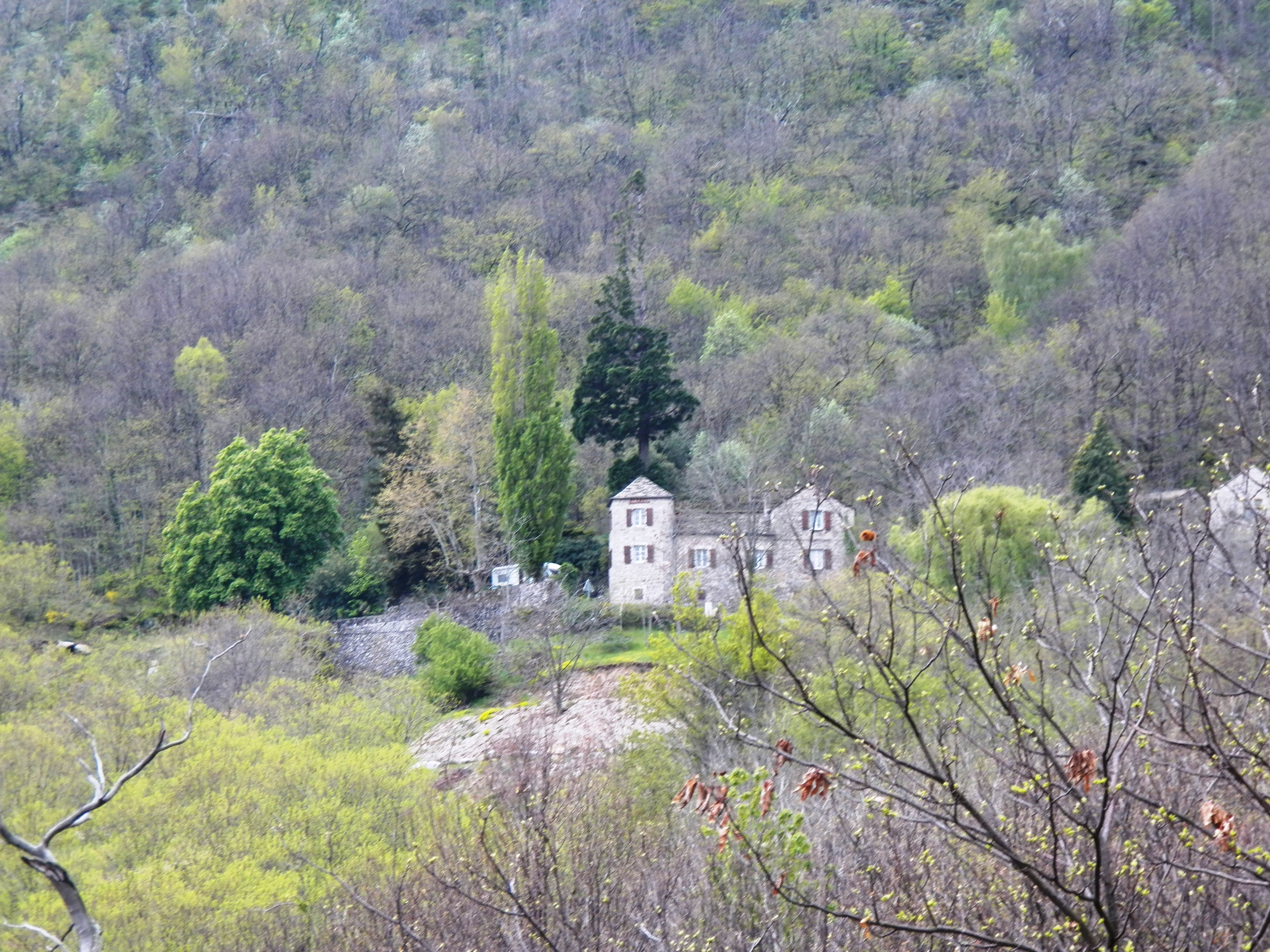
Hameau du Mas où est née sainte Thérèse Couderc.

- Le Mas avec la maison natale de sainte Thérèse Couderc dite Thérèse des Cévennes.
- L'église Notre-Dame, datant du XIIe siècle, agrandie après 1875, inscrite à l'inventaire des Monuments historiques[22].

### Personnalités liées à la commune
Sainte Thérèse Couderc (1805-1885), religieuse, fondatrice des sœurs de Notre Dame du Cénacle à Lalouvesc ; canonisée en 1970.
Famille de Ligonnès. De nombreux de Ligonnès furent notaires dans la région.

### Héraldique
|  | Sablières possède des armoiries dont l'origine et le blasonnement exact ne sont pas disponibles. |

### Patrimoine naturel

#### Espaces protégés et gérés
La commune fait partie de l'espace protégé et géré du parc naturel régional des « Monts d'Ardèche ».

#### ZNIEFF
Sablières est concernée par six zones naturelles d'intérêt écologique, faunistique et floristique (ZNIEFF) :
La ZNIEFF continentale de type 2 de l'« Ensemble fonctionnel formé par l’Ardèche et ses affluents (Ligne, Baume, Drobie, Chassezac…) », soit 22 630,21 ha, concerne 61 communes dont Labeaume et vise la rivière Ardèche, ses milieux annexes et ses principaux affluents dont la Ligne, la Baume, la Drobie, le Chassezac.
La ZNIEFF continentale de type 1 des « Corniches de la Cévenne méridionale » ;
La ZNIEFF continentale de type 1 des « Landes et prairies humides du plateau de Montselgues » ;
La ZNIEFF continentale de type 2 du « Plateau de Montselgues et corniche du Vivarais cévenol » ;
La ZNIEFF continentale de type 1 du « Vallon de la Borne » ;
La ZNIEFF continentale de type 1 des « Vallées de la Beaume, de la Drobie et affluents » concerne 15 communes ardéchoises, dont Saint-Mélany, pour un total de 1 218,71 hectares. On y retrouve les mêmes rôles que pour la ZNIEFF précédente, de couloir écologique et de maintien des relations entre écosystèmes variés. L'essentiel du bassin de la Drobie coule sur des schistes et micaschistes, la partie amont de la Beaume est faite de granites. Les variations de substrat rocheux, de vitesse du courant et de multiples autres facteurs amènent une très grande diversité de micro-habitats et donc d'espèces. On y trouve de nombreuses espèces présentes dans la ZNIEFF déjà citée , ainsi que la spiranthe d'été (Spiranthes aestivalis, une orchidée) et le saxifrage de Clusius (Saxifraga clusii). Les rares prairies sont souvent riches en orchidées, dont l'orchis à fleurs lâches (Anacamptis laxiflora).

### Sites d'intérêt communautaire

#### Zones spéciales de conservation
La commune est incluse dans deux Zones spéciales de conservation (ZSC) (des sites d'intérêt communautaire (SIC) selon la directive Habitat) :
la ZSC du « Plateau de Montselgues » ;
la ZSC des « Cévennes ardèchoises  »,.

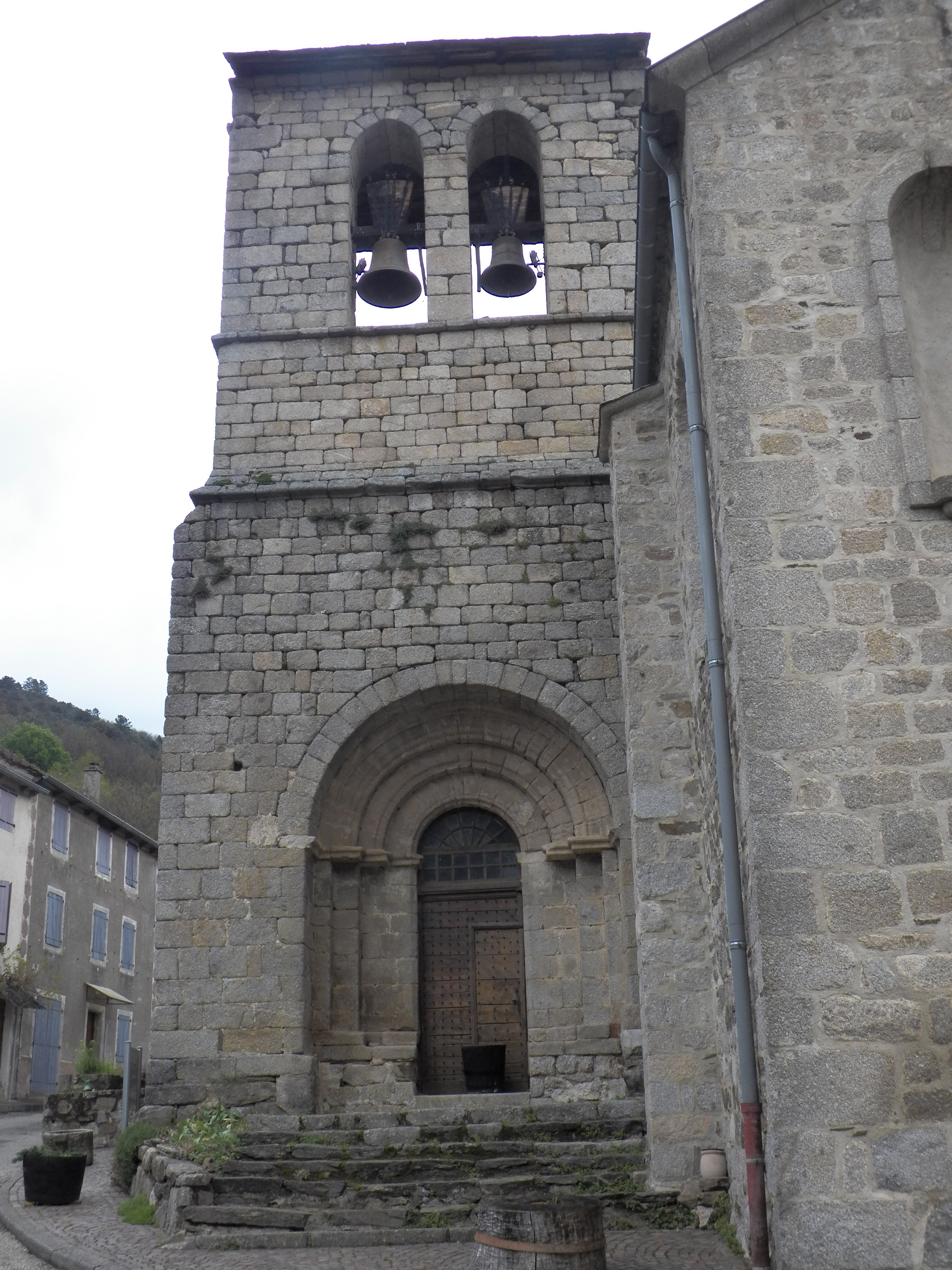
L'église et le clocher.
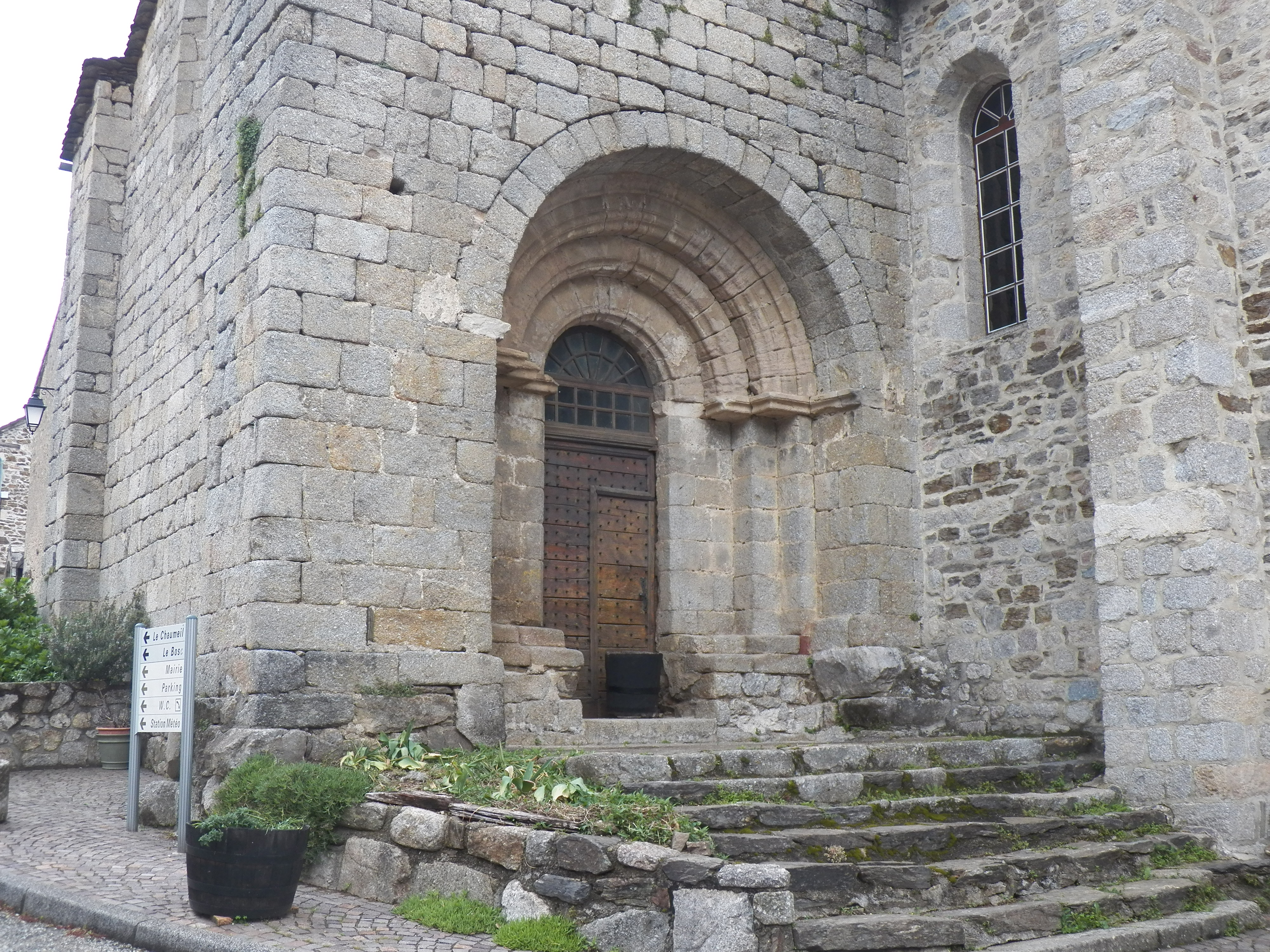
Porche Roman.
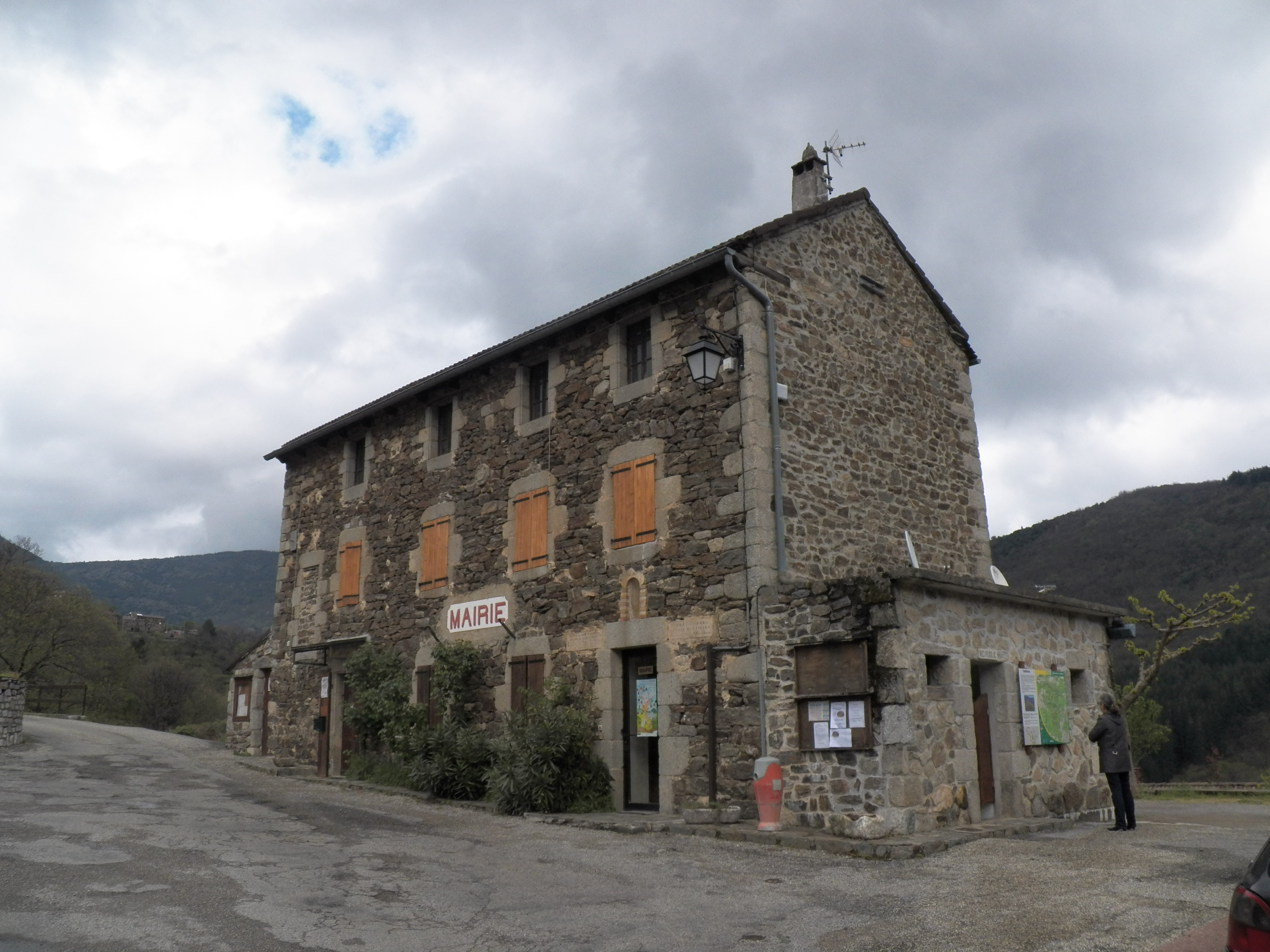
Mairie de Sablieres.
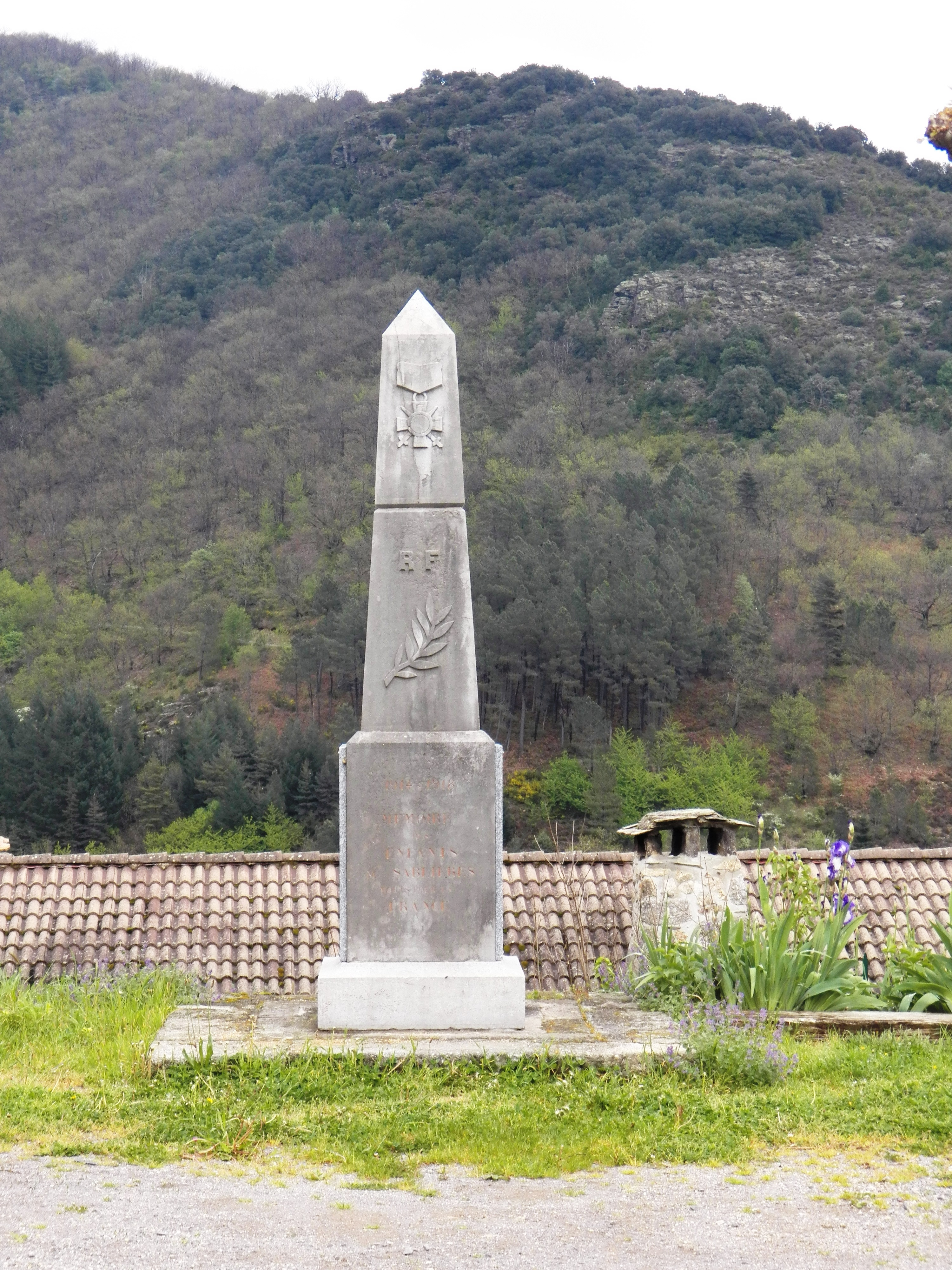
Monument aux morts - Sablières.